# Kanton Aurec-sur-Loire
Aurec-sur-Loire is een kanton van het Franse departement Haute-Loire. Het kanton maakt deel uit van het arrondissement Yssingeaux.

## Gemeenten
Het kanton omvatte tot 2014 uitsluitend de gemeente Aurec-sur-Loire.
Bij de herindeling van de kantons door het decreet van 17 februari 2014, met uitwerking op 22 maart 2015, werden daar volgende gemeenten uit het opgeheven kanton Saint-Didier-en-Velay aan toegevoegd:
- Pont-Salomon
- Saint-Ferréol-d'Auroure
- Saint-Just-Malmont